# 마지 챔피언
마지 챔피언(Marge Champion, 1919년 9월 2일 ~ 2020년 10월 21일)은 미국의 배우, 댄서이다.

## 출연 작품
- 캐롤 채닝: 라저 댄 라이프 (2012)
- 네버 스탠드 스틸 (2011)
- 춤추는 할리우드 - 뮤지컬의 역사 (2008)
- 세기의 영화 (1994)
- 파티 (1968)
- 애증의 세월 (1968)
- 쓰리 포 더 쇼 (1955)
- 주피터의 애인 (1955)
- 그녀에게 기회를 (1953)
- 러브리 투 룩 앳 (1952)
- 내 모든 건 당신 것 (1952)
- 쇼 보트 (1951)
- 미스터 뮤직 (1950)
- 스토리 오브 버넌 앤 아이린 캐슬 (1939)